# Bachia bresslaui
Bachia bresslaui là một loài thằn lằn trong họ Gymnophthalmidae. Loài này được Amaral mô tả khoa học đầu tiên năm 1935.